# Jekatyerinburgi metró
A Jekatyerinburgi metró (orosz nyelven: Екатеринбу́ргский Метрополите́н) Oroszország Jekatyerinburg városában található metróhálózat. Mindössze egy vonalból áll, a hálózat teljes hossza 12,7 km.
A vágányok 1520 mm-es nyomtávolságúak, az áramellátás harmadik sínből történik, a feszültség 825 V egyenáram. Éves utasforgalma 49 200 000 fő (2016).
A jekatyerinburgi metró Oroszország legrövidebb metrója, mindössze hét állomással. Jelentősége rövidsége ellenére igen nagy, mivel a város ipari területét, az Uralmast köti össze a belvárossal. A forgalom 1991. április 26-án indult el.

## Képek

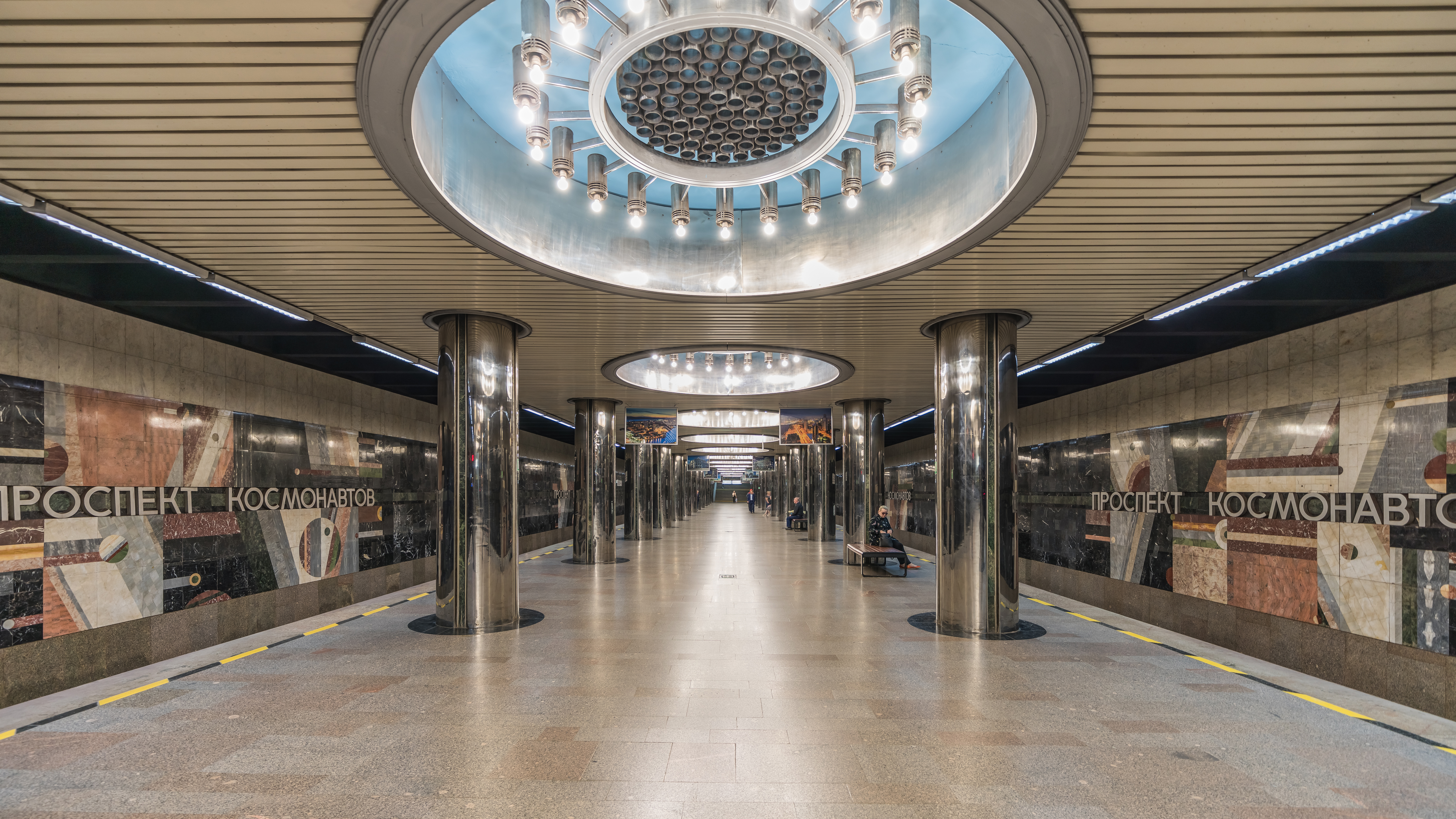
Proszpekt Koszmonavtov metróállomás
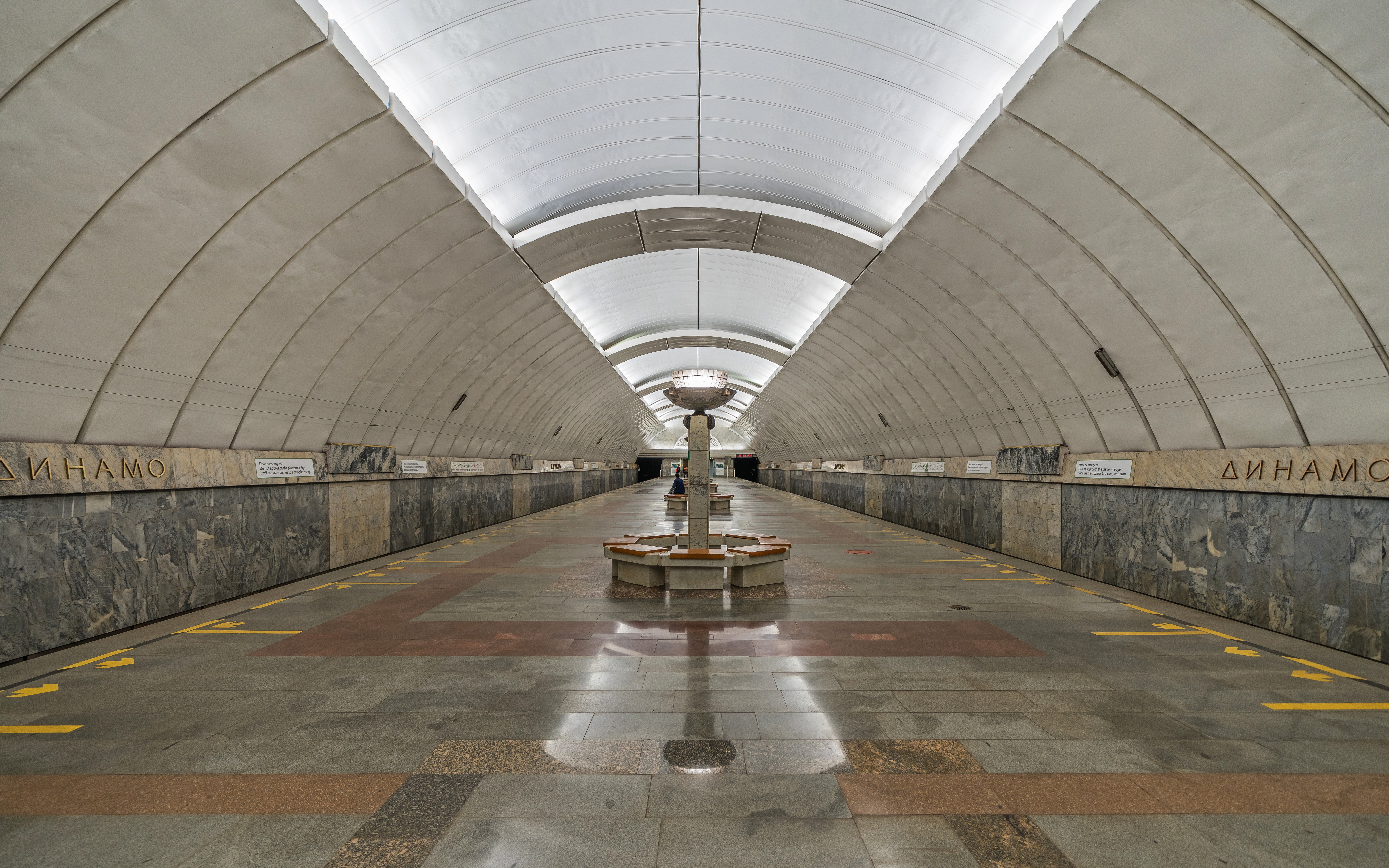
Gyinamo metróállomás
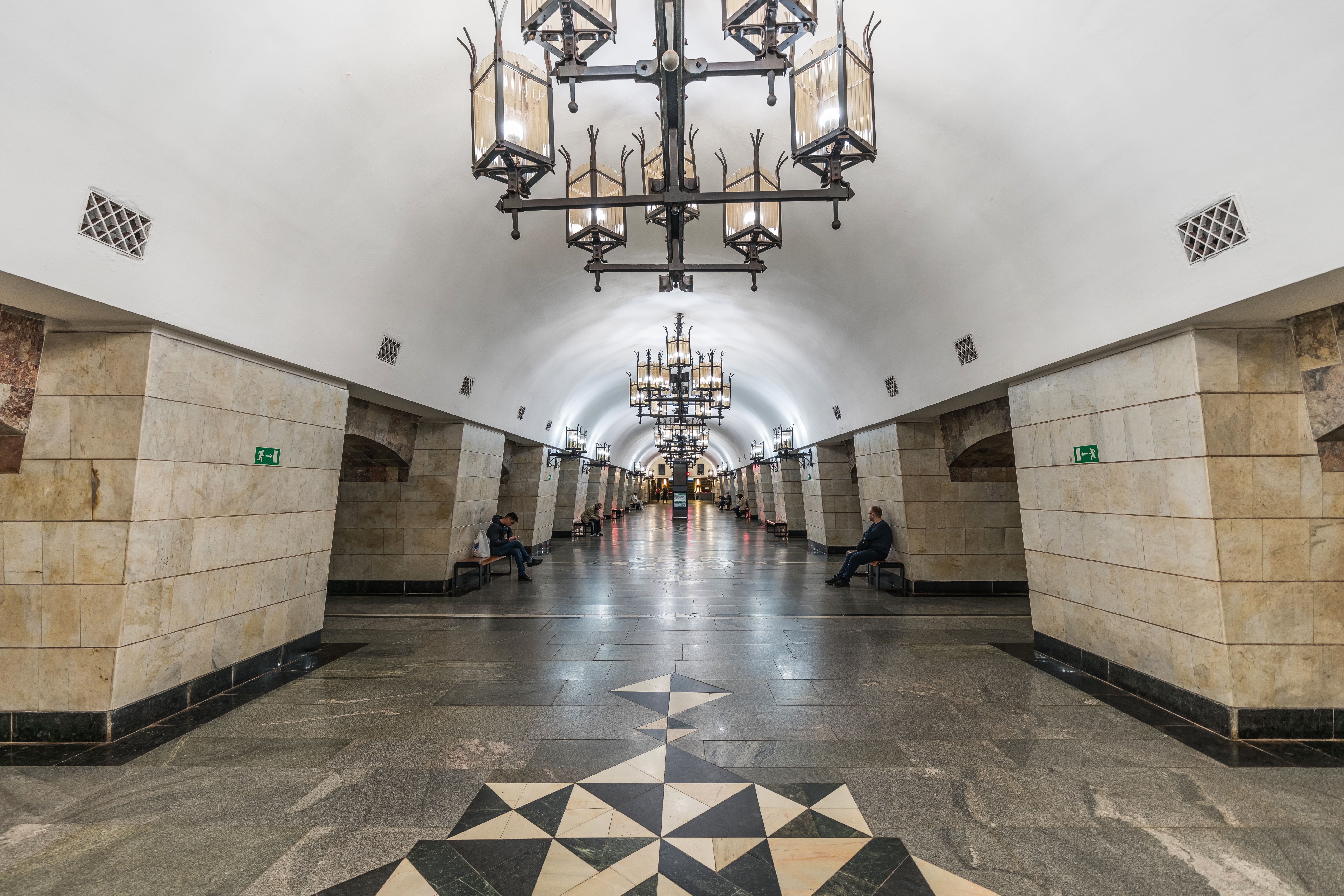
Uralszkaja metróállomás
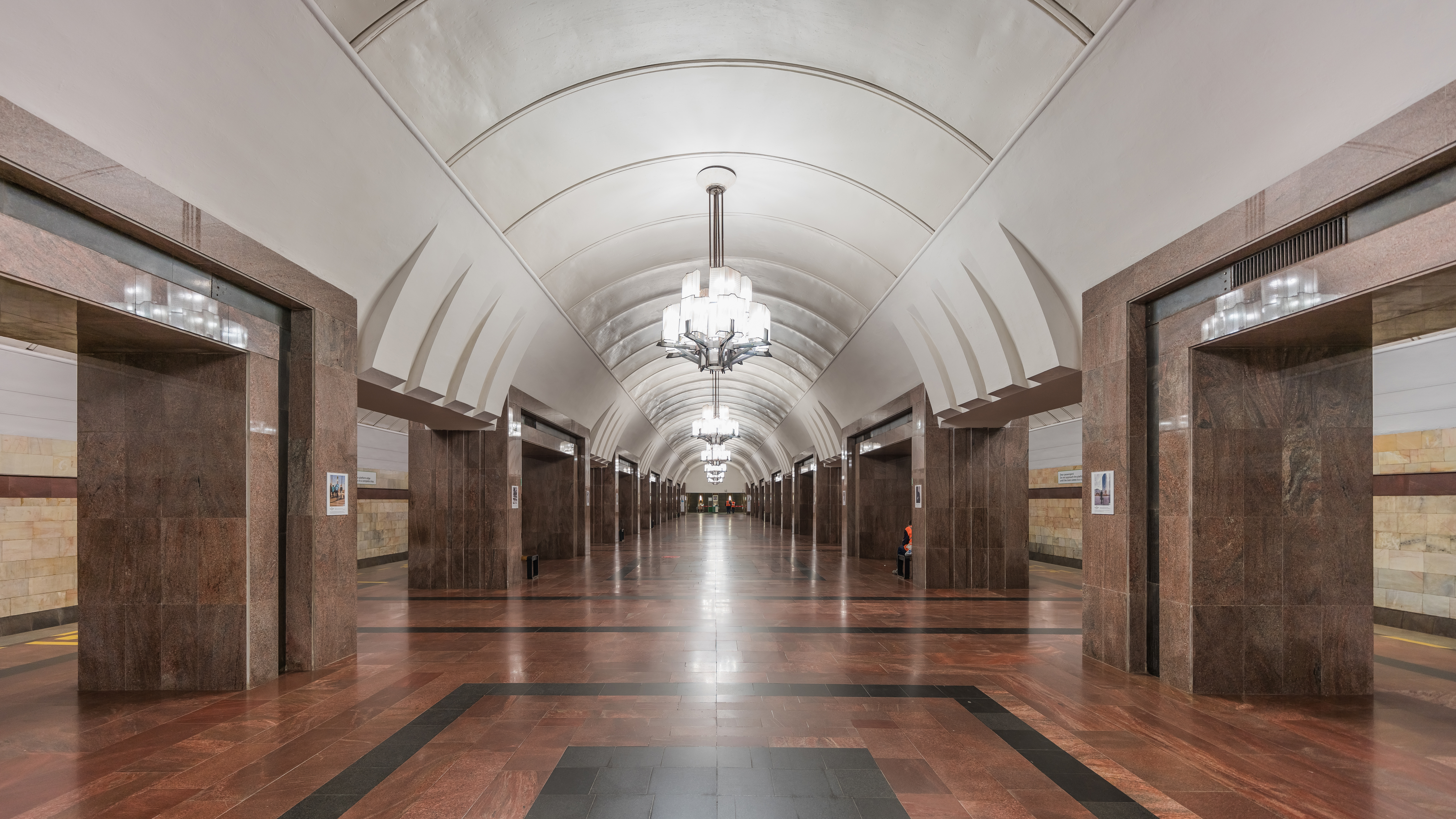
Ploscsad 1905 goda metróállomás
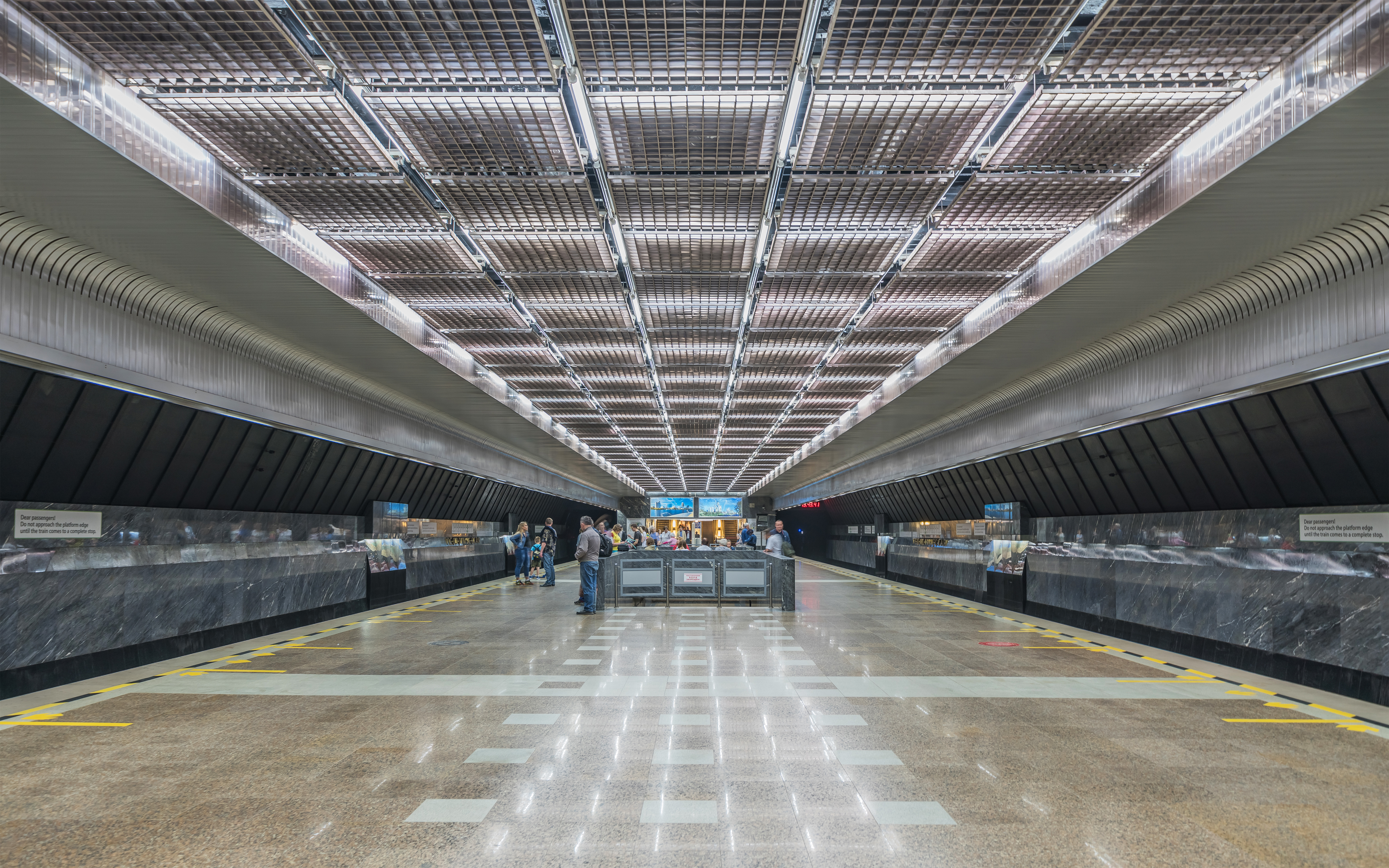
Geologicseszkaja metróállomás
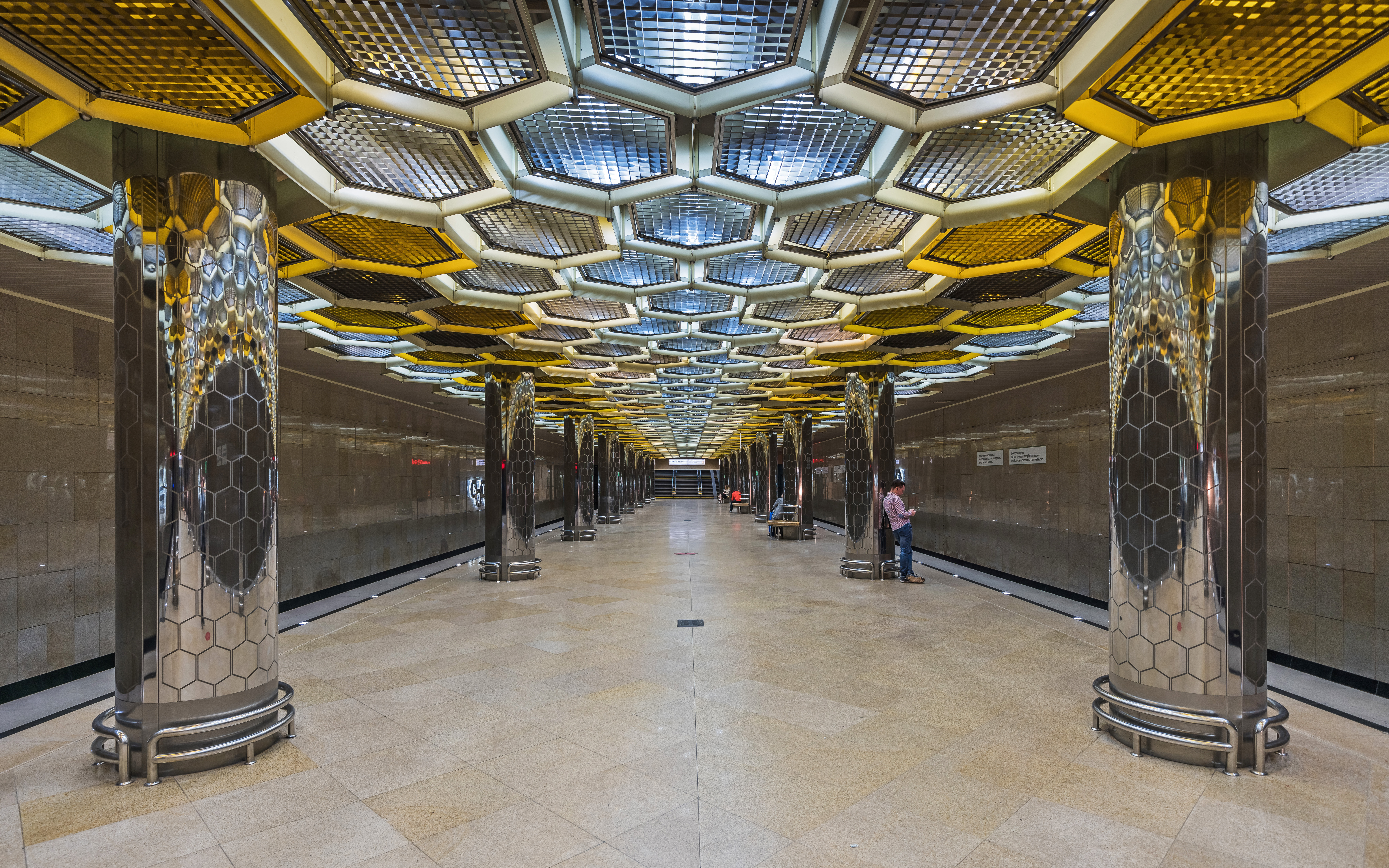
Botanicseszkaja metróállomás